# Sommepy-Tahure
Sommepy-Tahure är en kommun i departementet Marne i regionen Grand Est (tidigare regionen Champagne-Ardenne) i nordöstra Frankrike. Kommunen ligger i kantonen Ville-sur-Tourbe som tillhör arrondissementet Sainte-Menehould. År 2022 hade Sommepy-Tahure 656 invånare. I kommunen ligger byn Sommepy, ibland skrivet Somme-Py, som var en krigsskådeplats under första världskriget. Byn ligger vid 36 kilometer öster om Reims vid Py, en biflod till Suippe.

## Befolkningsutveckling
Antalet invånare i kommunen Sommepy-Tahure
| Referens: INSEE |

## Sommepy under första världskriget
Sommeby besattes av tyskarna 2 september 1914 och utgjorde därefter en starkt befäst viktig etappstation nära tredje arméns front. Söder och sydöst om Sommepy utkämpades i flera omgångar hårda strider initierade av bägge sidorna växelvis (september-oktober 1914, september-oktober 1915, februari 1916, september 1917, juli 1918) utan att avgörande resultat vanns. Fransmännens sista större anfall utfördes av fjärde armen under Henri Gouraud 26 september-4 oktober 1918 mot frontdelen Argonnerna-Suippe, kallat Slaget vid Sommepy, och ledde till att den tyska tredje armén retirerade. Fransmännen återtog det förstörda Sommepy 28 september.